# Torbern Bergman
Pour les articles homonymes, voir Bergman.
Torbern Olof Bergman, (né le 20 mars 1735 à Katrineberg dans la Westrogothie et mort le 8 juillet 1784 à Medevi) est un minéralogiste et chimiste suédois. Il est le fils de Barthold Bergman et Sara Hügg.

## Biographie
Après ses premières études dans la ville de Skara, il entre à l'université d'Uppsala en 1752. Il est un étudiant assidu de Carl von Linné, le célèbre naturaliste. Il s'intéresse à plusieurs branches des sciences. En 1758 il devient professeur d’histoire naturelle, en 1761 professeur de mathématiques. Torbern Olof Bergman devient membre de la Royal Society le 25 avril 1765. En 1766 succède à son maître Wallerius comme professeur de chimie et de métallurgie à l'Université d'Uppsala.
Il s'intéresse à plusieurs branches des sciences devint en 1758 professeur d’histoire naturelle, en 1761, de mathématiques et en 1766 succède à son maître Wallerius comme professeur de chimie et de métallurgie à l'Université d'Uppsala. Il sera le professeur de Carl Wilhelm Scheele, qui le soutiendra et permettra à ce dernier de devenir membre de l'Académie royale des sciences de Suède. Torbern Olof Bergman est devenu membre de la Royal Society le 25 avril 1765. Il est également devenu Associé Étranger de l'Académie des Sciences de Paris le 8 mars 1782.

## Travaux d'un scientifique reconnu
L'analyse par voie sèche, tributaire de la technique du chalumeau mise au point par Axel Fredrik Cronstedt et des fondamentaux du test de flamme sur les résidus parfois différenciés, bouleverse en son temps la chimie et la minéralogie. Les quelques laboratoires universitaires ou privés suédois sont en conséquence outillés pour participer à la quête effrénée de la chimie des différents corps minéraux, animaux ou végétaux, avec une volonté déterminée de dévoiler les éléments sous-jacents inconnus ou déjà répertoriés comme sources et fondements de la matière. Cette course insatiable est lancée depuis les travaux scientifiques, souvent méconnus, de Georg Brandt et sa découverte partagée du cobalt en 1737. Pourtant, à la fin du XIXe siècle, ce n'est qu'une trentaine d'éléments qui sont dûment reconnus, alors que leurs chimies restent très largement incomplètes.
Un de ses élèves, Johan Gottlieb Gahn, en suivant les prédictions d'un autre nommé Scheele, isole le manganèse en 1774 en initiant les rudiments de sa chimie.
Bergmann à la fin de sa vie est devenu un arbitre incontesté, souvent appelé par le minuscule monde scientifique nordique, germanique et slave, en prise avec les avancées et les disputes de la chimie. Il ne transmet qu'une fraction de cette fonction de correspondance très personnelle à ses élèves, parmi lesquels Johan Afzelius qui passera à son tour le flambeau à l'excellent chimiste et théoricien Berzélius. Le passage de relais n'a pu être effectué correctement car un sursaut scientifique générale marque les années 1780 dans l'Europe continentale. Ainsi le chimiste Martin Heinrich Klaproth s'impose dans le monde germanique et même anglo-saxon après 1790.
En chimie de base, la science européenne lui doit plusieurs découvertes importantes, entre autres la confirmation de l'air fixe (acide carbonique) et celles de l'acide oxalique et du gaz hépatique (hydrogène sulfuré).
Suivant les préceptes de son maître Wallerius, Bergmann continue à réformer la minéralogie en la fondant sur la composition chimique des corps observés dans les mines. Si ce bon observateur figure peut-être parmi les premiers scientifiques qui constatent tacitement le rapport constant des formes géométriques des principaux grands cristaux avec la nature de chaque substance, il accueille avec enthousiasme au début des années 1770 les travaux pionniers et fondamentaux sur la cristallographie d'un français alors inconnu du monde universitaire, Jean-Baptiste Romé de L'Isle.
Publiant ses propres travaux chimiques et minéralogiques tout en valorisant l'approche de son maître et de ses collègues universitaires d'Uppsala, Bergmann recommande à l'Europe scientifique et la méthode scientifique classificatrice et l'usage du chalumeau, dont il avait lui-même usés pour ses découvertes.
Condorcet et Félix Vicq d'Azyr ont prononcé son Éloge.
Une espèce minérale lui a été dédiée par Abraham Gottlob Werner en 1793 la torbernite.

## Distinctions
- Chevalier de l'ordre de Vasa (1772)

## Ouvrages

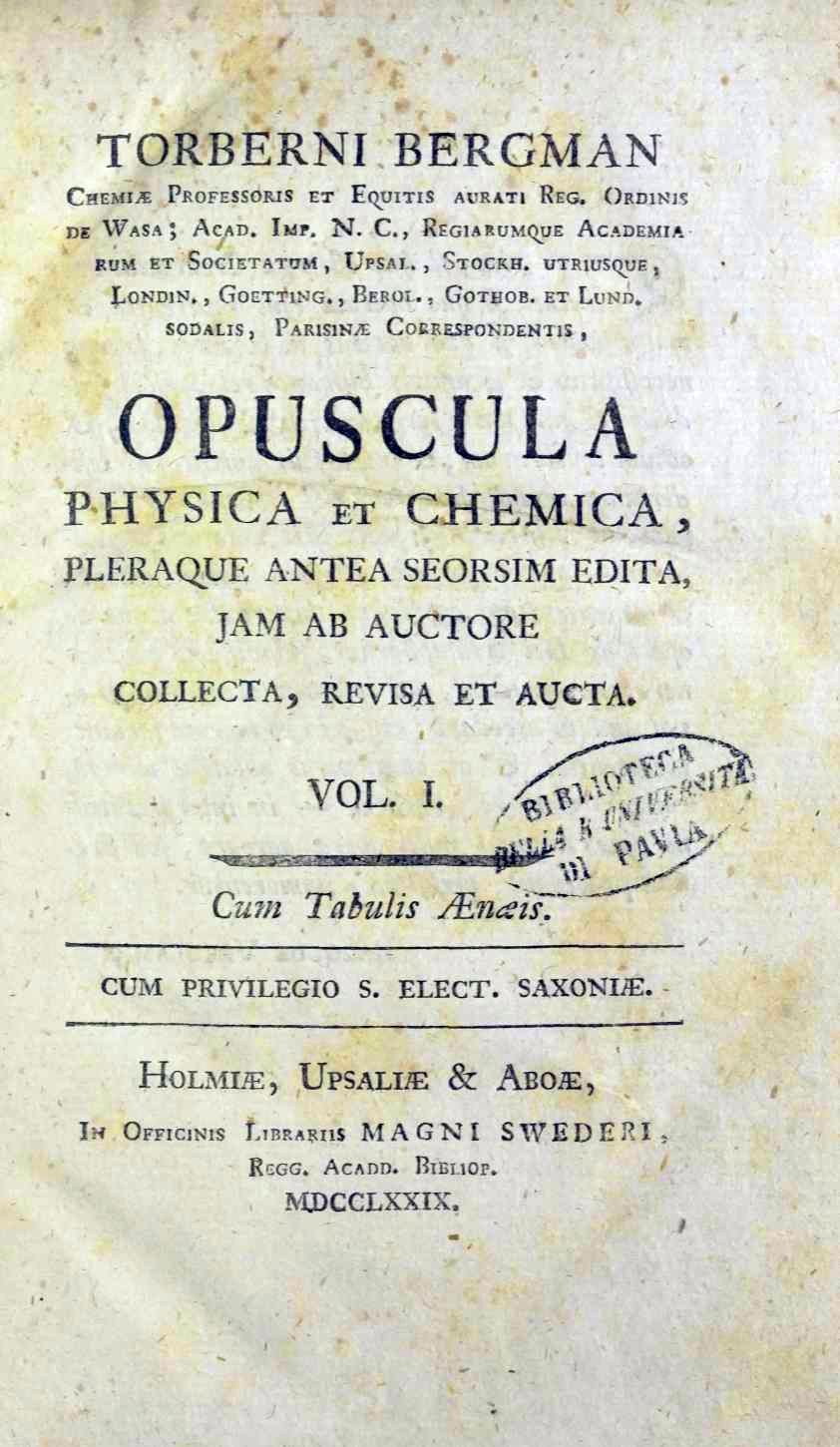
Opuscula physica et chemica, 1779.

- Description physique de la terre, 1770
- Analyse du fer, traduite en français par Pierre-Clément Grignon, 1783
- Manuel du minéralogiste, traduit par Jean André Mongez, 1784
- T. Bergman, Traité des affinités chymiques ou attractions électives, Paris, chez Buisson, 1788 (lire en ligne)
- Opuscula physica et chimica, 1779-1790, traduit en partie par Louis-Bernard Guyton-Morveau, 1780
  - T. Bergman (trad. Louis-Bernard Guyton-Morveau), Opuscules chymiques et physiques, t. 1, Dijon, chez L.N. Frantin, 1780 (lire en ligne)
  - T. Bergman (trad. Louis-Bernard Guyton-Morveau), Opuscules chymiques et physiques, t. 2, Dijon, chez L.N. Frantin, 1785 (lire en ligne)

## Source
Cet article comprend des extraits du Dictionnaire Bouillet. Il est possible de supprimer cette indication, si le texte reflète le savoir actuel sur ce thème, si les sources sont citées, s'il satisfait aux exigences linguistiques actuelles et s'il ne contient pas de propos qui vont à l'encontre des règles de neutralité de Wikipédia.